# Physalaemus orophilus
Physalaemus orophilus es una especie de anfibio anuro de la familia Leptodactylidae.

## Distribución geográfica
Esta especie es endémica de Minas Gerais en Brasil. Se encuentra en la Serra do Espinhaço en los municipios de Mariana, Caeté, Catas Altas, Barão de Cocais, Guanhães, Peçanha y Santa Bárbara.

## Publicación original
- Cassini, Cruz & Caramaschi, 2010: Taxonomic review of Physalaemus olfersii (Lichtenstein & Martens, 1856) with revalidation of Physalaemus lateristriga (Steindachner, 1864) and description of two new related species (Anura: Leiuperidae). Zootaxa, n.º 2491, p. 1-33.[2]